# Публий Корнелий Сулла (фламин)
Пу́блий Корне́лий Су́лла (лат. Publius Cornelius Sulla; умер после 250 года до н. э.) — римский религиозный деятель из патрицианского рода Корнелиев, первый носитель когномена Сулла. Сын диктатора Публия Корнелия Руфина, прадед диктатора Луция Корнелия Суллы.
Занимал должность фламина Юпитера, вероятно, около 275—250 гг. до н. э.. Его сыном был претор 212 года до н. э.. Публий Корнелий Сулла Руф Сивилла.